# سيدني والتون
سيدني والتون (بالإنجليزية: Sidney Walton)‏ هو عسكري أمريكي، ولد في 11 فبراير 1919.